# Hypena lignealis
Hypena lignealis är en fjärilsart som beskrevs av Walker 1866. Hypena lignealis ingår i släktet Hypena och familjen nattflyn. Inga underarter finns listade i Catalogue of Life.